# Rangita
La reina Rangita (fl. 1520-1530), també coneguda com a Rangitamanjakatrimovavy, va ser una sobirana vazimba que va governar a Merimanjaka, a les Terres altes centrals de Madagascar, després del seu pare, el rei Andrianmpandramanenitra (Rafandramanenitra). A la seva mort va ser succeïda per la seva filla (algunes fonts diuen que era la seva germana adoptiva), la reina Rafohy (1530-1540).
La tradició oral no està clara pel que fa als papers i les relacions de Rangita i Rafohy entre si. Aquesta manca de claredat inclou qui va ser la mare de qui, qui va tenir èxit i qui va ser la mare d'Andriamanelo. Segons una versió, Rangita tenia dos fills, i possiblement una filla, Rafohy. Aquestes narracions relaten que Rangita tenia els estereotips físics característics dels vazimba: baixa estatura i pell fosca, i el seu nom significa «pèl recargolat».
Era costum entre els vazimba submergir els cossos dels morts en indrets d'aigua sagrats designats «com a enterrament»; es diu que a la mort de Rangita el seu cos va ser col·locat en un taüt de plata, treballat perquè semblés una canoa de vela, que després es va submergir en un pantà sagrat.